# 호소

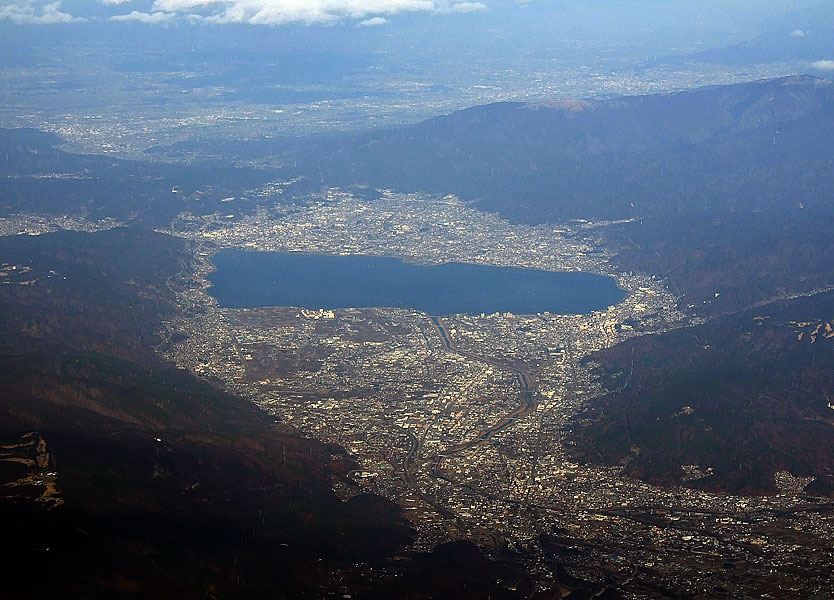

호소(湖沼)는 호수(湖水)와 늪(沼)을 통틀어 가리키는 말로, 육지에 둘러싸인 채 바다로 직접 연결되지 않은 물의 덩어리이다. 호소 중 비교적 큰 것을 호수, 작은 것을 연못이라 하기도 하는데 이에 있어 명확한 정의는 없다.

## 호소의 형성 요인

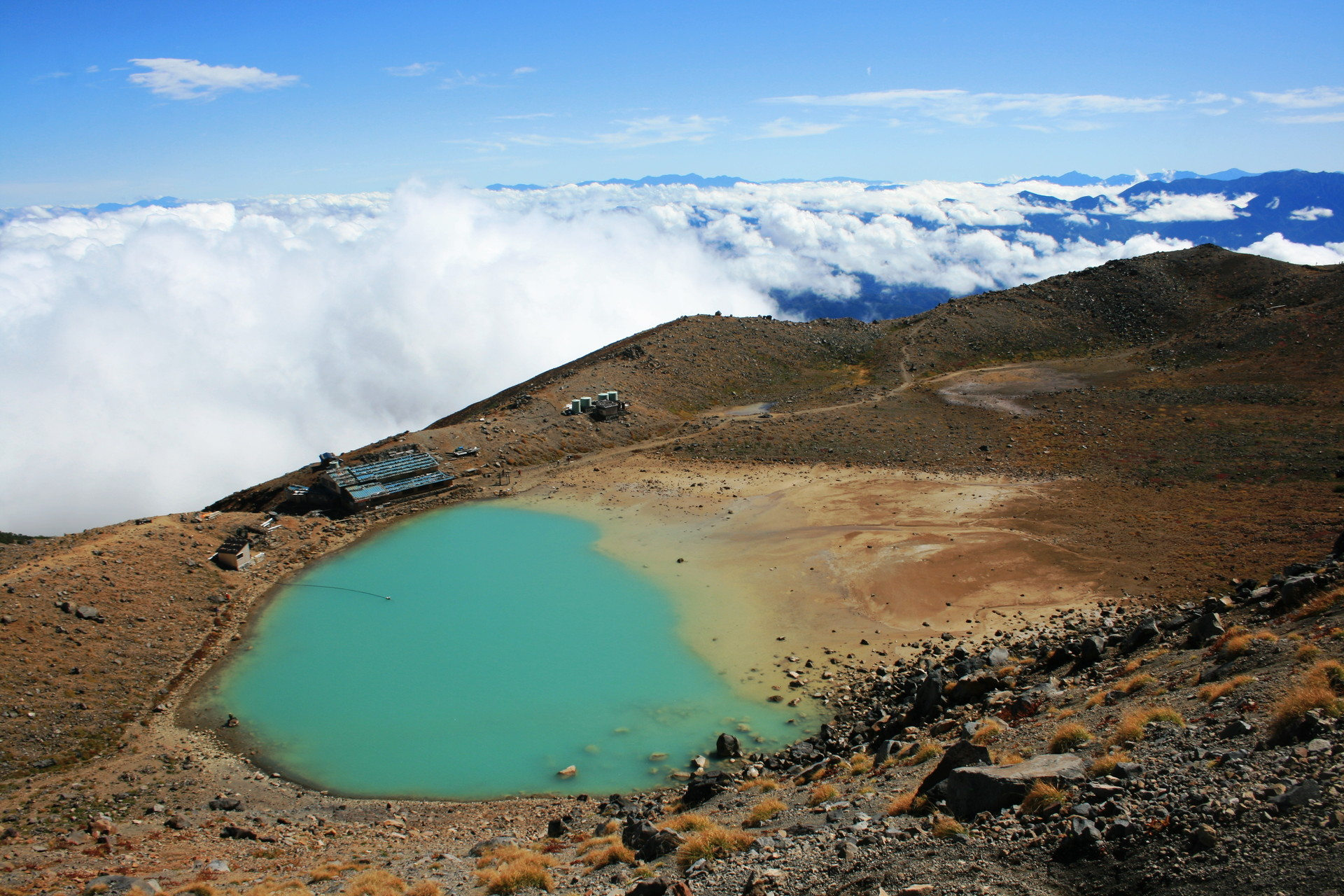
일본에서 가장 높은(표고 2905 m) 호소인 온타케 산의 니노 못(화구호).

어떠한 요인으로 육지 내부에 움푹 팬 땅이 형성되고, 거기에 물이 참으로써 호소가 형성된다. 요인으로서 이하와 같은 예를 들 수 있는데, 복수의 요인이 복합적으로 형성한 것이나 형성요인이 불분명한 호소도 있다. 육수학자 에블린 허친슨은 호소의 형성요인을 지각변동(구조호), 화산활동(화산호), 빙하활동(빙하호), 그외의 네 가지로 분류했다.
일본에서는 육수학자 요시무라 신키치가 요인을 침식분지, 언색분지, 폭렬분지, 구조분지로 분류하고 있다. 마찬가지로 육수학자 다나카 마사아키는 침식작용(수식호, 빙식호, 용식호), 폐색호(화산, 빙하, 하천, 산사태 등), 화구호, 구조호(습곡호, 단층호, 칼데라호)로 분류하였다.

### 지각변동
단층
지층의 일부가 분단되어 상하로 어긋나면 높낮이 차이가 생기고 움푹 팬 땅이 형성된다. 단일 단층에 의해 형성되는 경우(예: 앨버트 호)와 다수의 단층에 의해 형성되는 경우(예: 바이칼호, 탕가니카호, 사해, 비와호)가 있다. 지각이 좌우로 어긋나는 단층에서도 단층선이 곡선 모양인 경우에는 어긋나는 점에 따라 움푹 팬 땅이 형성되기도 한다(예: 네스호, 스와호). 이들을 단층호(断層湖)라고 부른다.
융기나 침강
해저가 융기해 육지가 되었을 때 바다가 분단되어 호소로 남은 것이 있다(예: 카스피해). 한편, 육상에서도 하류로 유출된 물이 지각의 침강과 융기에 따라 갈 곳을 잃고 호소가 되기도 한다(예: 빅토리아호, 티티카카호).

### 화산활동

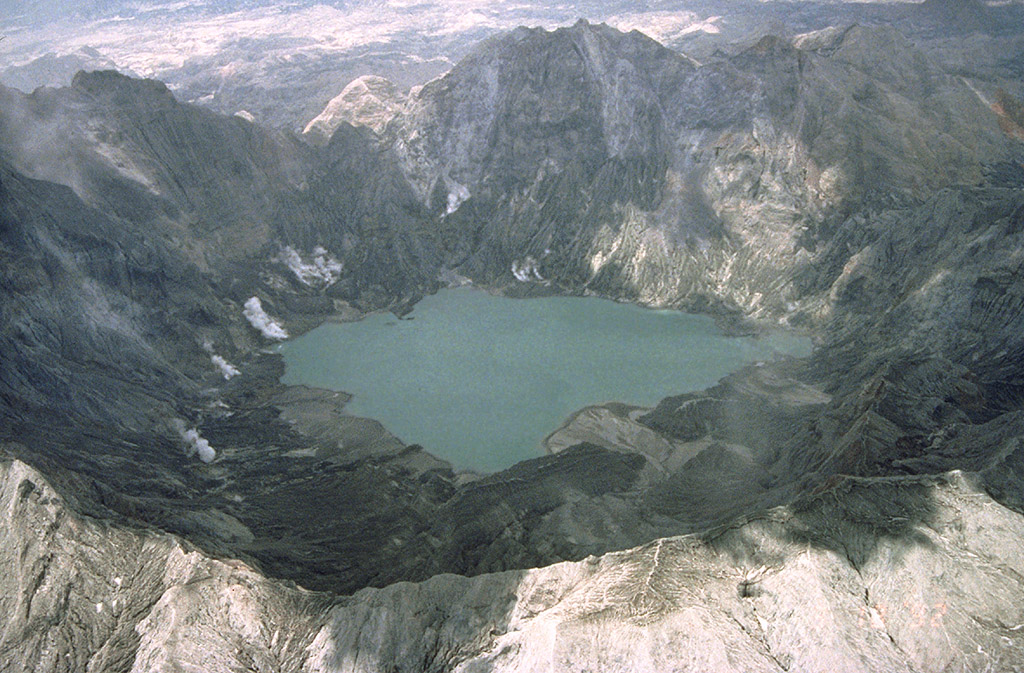
피나투보 산의 칼데라호.

화산 화구
화산 폭발에 의해 지표의 토사가 날아가 버리면 움푹 팬 땅이 형성된다. 산 정상 화구에 형성되는 것(예: 오오나미 못)과 수증기 폭발에 의해 형성되는 것(예: 니오스호)가 있다. 이런 것들을 화구호(火口湖)라고 부른다. 대체로 호수의 수질은 강산성인 것이 많다.
칼데라
화산 분화에 의해 지하의 마그마가 분출되고, 남은 동공이 무너져 내려 움푹 팬 땅이 형성된 것(예: 토바호, 굿샤로호, 마슈호)이다. 칼데라호라고 부른다.
화산 분출물에 의한 차단
용암과 화산재 등이 계곡의 일부를 메워서 하천을 가로막으면 호소가 형성된다(예: 주젠지호, 아칸호, 우지 5호, 히바라 호, 다이쇼 못).
화산의 냉각
화산이 냉각하면 지각이 수축하여 움푹한 땅이 형성된다(예: 옐로스톤호).

### 빙하

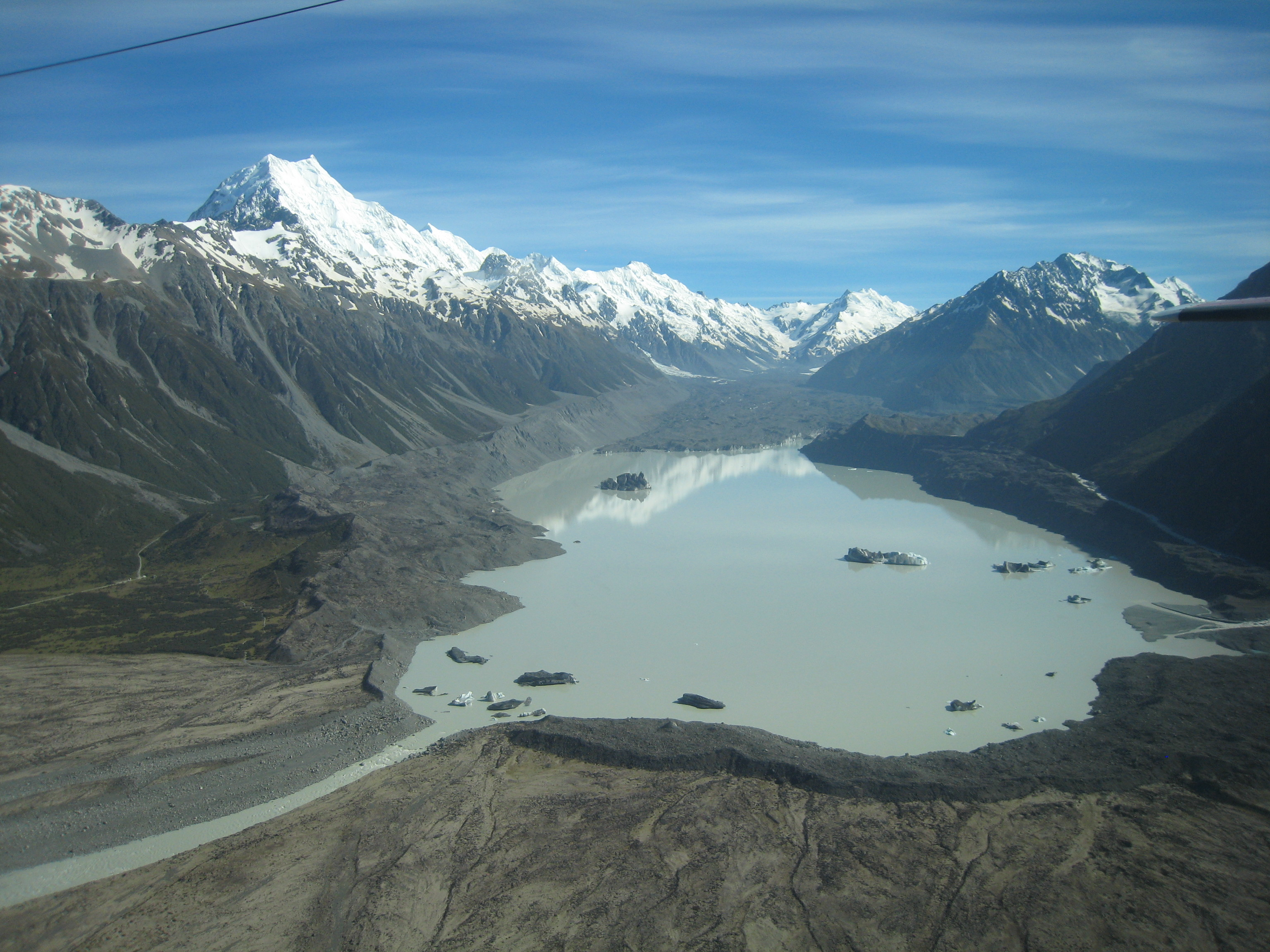
빙하의 작용에 의해 생성된 타스만 호.

광의의 빙하호이다.
빙하에 의한 침식
빙하의 운동이 지면을 침식하여 움푹 팬 땅(U자곡)이 형성되어 호소가 된다(예: 보덴호). 협의의 빙하호(氷河湖)이다.
빙하에 의한 침강
빙하의 무게에 따라 지각이 침강해 움푹 팬 땅이 형성되어 호소가 된다(예: 코모호).
빙하에 의한 퇴적물
빙하가 녹아 소실될 때 빙하에 포함되어 있던 암석이나 토사가 둑처럼 쌓여서 에워쌓인 움푹 팬 땅이 호소가 된다.
빙하 그 자체에 의한 차단
빙하를 바라보는 사면을 흐르던 하천이 빙하에 부딪혔을 때 물이 갈 곳을 잃고 호소가 되는 경우가 있다.
얼음의 융해
빙하나 영구동토가 부분적으로 융해하여 호소가 된 것(예: 보스토크 호). 해빙호(解氷湖) 또는 서모카르스트호라고 한다.

### 그 외의 자연적 요인들

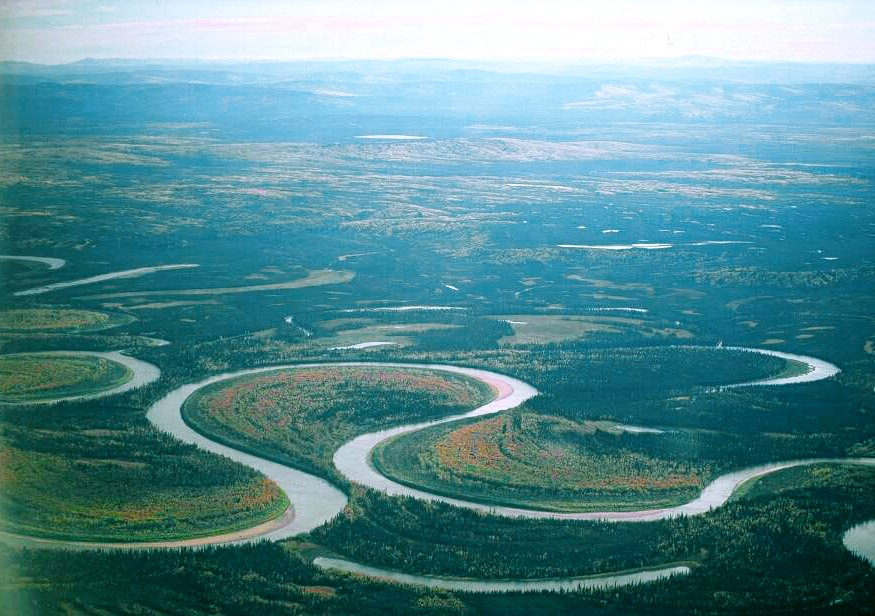
알래스카의 우각호.

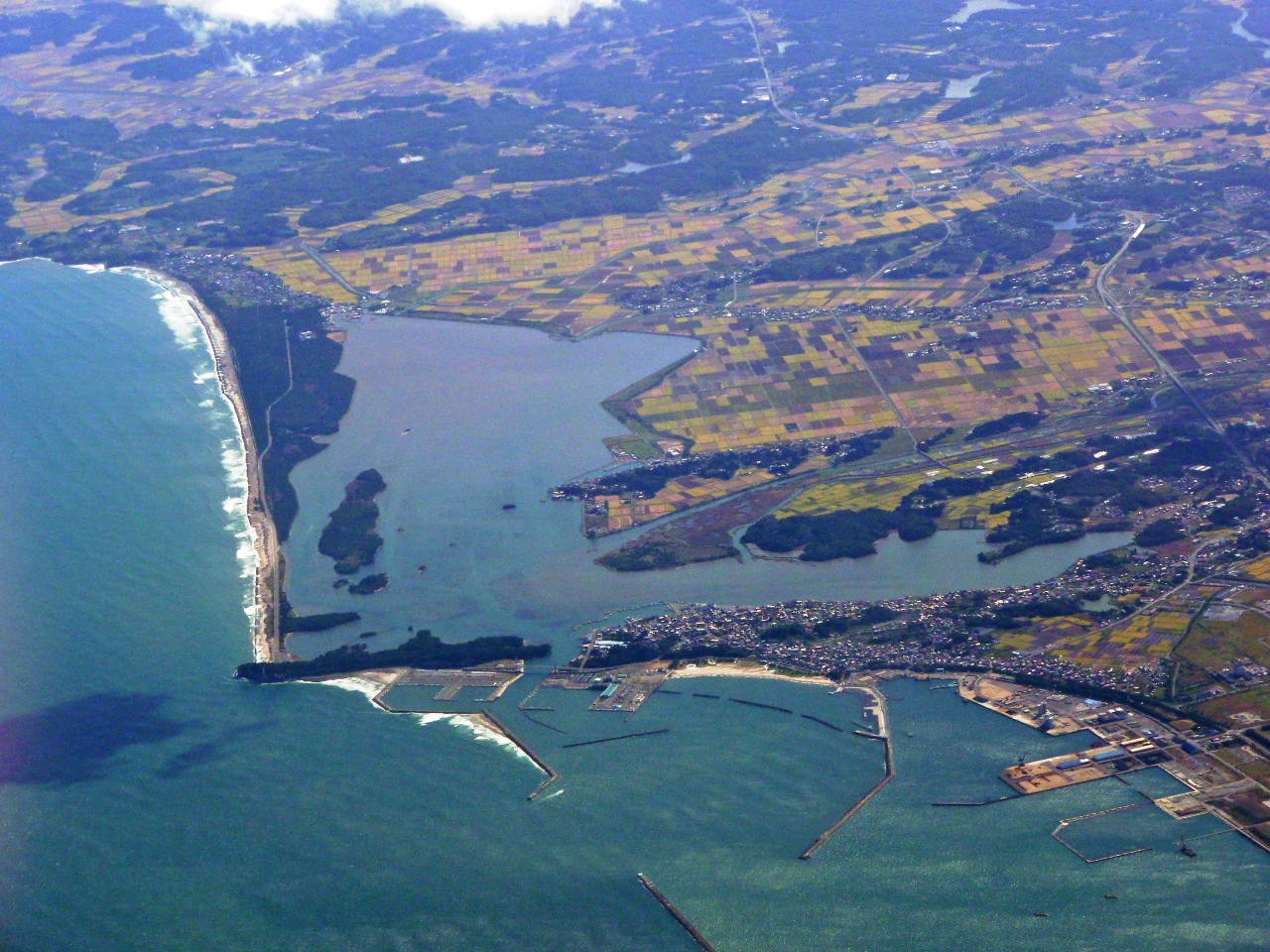
석호인 마츠카와 포.

산사태에 의한 차단
지진 등에 의해 사면이 붕괴하여 하천을 가로막고 호소가 된다(예: 신세이 호). 대지진 즈음에 생기는 경우 여진 등으로 터짐으로써 이차 재해를 일으킬 수도 있다.
화학적 용해
암석, 특히 석회암이 빗물에 녹아 움푹 팬 땅이 형성된다(예: 오오이 못). 카르스트호라고 한다.
하천의 사행
원래 구불구불 흐르던 하천이 범람에 의한 하천의 단락에 따라 구불구불 흐르던 사행부가 유로에서 뒤처진 뒤, 유로와 연결되었던 부분이 토사의 퇴적으로 폐색되어 호소가 된다. 하적호(河跡湖) 또는 우각호라고 부른다.
하천에 의한 차단
하천에 의해 운반된 토사가 지류를 가로막아 호소가 된다(예: 인바 늪).
해류와 파랑
해류 또는 파도가 해안 부군의 모래를 유동시켜서 사주(砂州)를 만들고, 바다를 단락지어 호소가 된다(예: 사로마호, 하치로호, 마츠카와 포). 석호(潟湖)라고 부른다. 해적호의 일종이다.
바람
사막이나 모래톱에서는 바람이 기복 있는 지형을 형성한다(예: 사 호). 사구호(砂丘湖)라고 부른다.
해수면 변동
해수면의 하강에 의해 육지 내의 바다가 남겨져 호소가 된다(예: 오키초비호). 해적호의 일종이다.
식물의 활동
식물이 생육하기 쉬운 장소에는 식물의 생산물이 겹쳐 쌓여 표고가 높아지고, 상대적으로 식물이 생육하기 어려운 장소가 움푹 패인 땅이 된다(예컨대 샘물 근처 등).
천체의 낙하
운석, 소행성, 혜성 등 천체의 낙하에 의해 오목한 땅(충돌구)가 생기고 물이 들어참으로써 호수가 생길 수 있다(예: 카라쿠리호, 누벨퀘벡 충돌구 등).

### 인공적인 것
인위적으로 만들어진 호수는 인조호(人造湖)라고도 한다. 대부분 인공 제방에 의해 하천을 가로막거나 만을 나누어서 만들어진다.

## 참고 자료
- A・J・ホーン、Ｃ・Ｒ・ゴールドマン著、手塚泰彦訳　『陸水学』　京都大学学術出版会、1999年、ISBN 4-87698-085-3[쪽 번호 필요]
- 倉田亮　『世界の湖と水環境』　成山堂書店、2001年、ISBN 4-425-85041-6[쪽 번호 필요]
- 田中正明　『日本湖沼誌』　名古屋大学出版会、1992年、ISBN 4-8158-0171-1[쪽 번호 필요]